# Chanson en laisse
Une chanson en laisse est un type de chanson traditionnelle française dans laquelle la base du texte est une laisse, forme poétique d’origine médiévale consistant en une suite de vers assonancés. Cette catégorisation a été proposée à la fin des années 1970 par le folkloriste québécois Conrad Laforte.
Le terme semble avoir pris par la suite un autre sens, désignant une chanson enfantine fondée sur la répétition de sons.

## Chansons en laisse célèbres
- À la claire fontaine[4]
- Les Filles de La Rochelle (aussi dénommée Le Merveilleux Navire)[5]
- En passant par la Lorraine[6]

## Autre sens
Au XXIe siècle, l’expression « chanson en laisse » est parfois utilisée sur la Toile francophone pour désigner une forme de comptine enfantine dont chaque début de vers reprend phonétiquement la fin du vers précédent, comme dans le jeu du marabout,. Cette répétition s’apparente au procédé de style appelé anadiplose.